# Monsieur Naphtali
Pour plus de détails, voir Fiche technique et Distribution.
Monsieur Naphtali est un film français réalisé par Olivier Schatzky, sorti en 1999. C'est le dernier film d'Élie Kakou, mort deux mois avant la sortie.

## Fiche technique
- Titre français : Monsieur Naphtali
- Réalisation : Olivier Schatzky
- Scénario : Olivier Dazat
- Photographie : Jean-Claude Larrieu
- Musique : Alexandre Desplat
- 1er assistant-réalisateur : Laurent Herbiet
- Pays d'origine :  France
- Format : couleurs - Dolby Digital
- Genre : comédie
- Date de sortie : 1999

## Distribution
- Élie Kakou : Naphtali
- Gilbert Melki : Fabrice
- Isabelle Ferron : Muriel
- Alice Evans : Caroline
- Jean-Marie Lamour : Daniel
- Patrick Rombi : Edgar
- Cylia Malki : Vanessa
- Laura Scozzi : Maria
- Maka Kotto : Infirmier
- Jacky Nercessian : Riaz Hiridjee
- Guillaume Gallienne : Sommergan
- Raphaëline Goupilleau : Infirmière
- Sacha Briquet : Directeur maison de repos
- Frédéric Lopez : Présentateur JT
- Damien Givelet : Journaliste radio amphithéâtre